# Fenwick (Connecticut)
Pour les articles homonymes, voir Fenwick.
Fenwick est un borough américain au sein de la town de Old Saybrook, dans le comté de Middlesex au Connecticut.
Située à l'embouchure du Connecticut dans le Long Island Sound, Fenwick devient la destination estivale de l'élite financière de Hartford au XIXe siècle. Elle devient une municipalité en 1899.
La localité est notamment connue pour accueillir la maison de vacances de l'actrice Katharine Hepburn,

## Démographie
| 1900 | 1910 | 1920 | 1930 | 1950 | 1960 |
| ---- | ---- | ---- | ---- | ---- | ---- |
| 23   | 34   | 13   | 6    | 16   | 36   |

| 1970 | 1980 | 1990 | 2000 | 2010 | - |
| ---- | ---- | ---- | ---- | ---- | - |
| 45   | 41   | 89   | 52   | 43   | - |

Selon le recensement de 2010, Fenwick compte 43 habitants. Le borough s'étend sur 0,39 milles carrés (1,01 km2).